# Ropica coreana
Ropica coreana är en skalbaggsart som beskrevs av Stefan von Breuning 1980. Ropica coreana ingår i släktet Ropica och familjen långhorningar. Inga underarter finns listade i Catalogue of Life.